# Rhys Isaac
Rhys Llywelyn Isaac (né le 20 novembre 1937 à Le Cap en Afrique du Sud – mort le 6 octobre 2010 à Blairgowrie, en Australie) est un historien sud-africain et australien. 
Spécialiste d'histoire américaine, il fait la plus grande partie de sa carrière en Australie, et remporte un prix Pulitzer d'histoire en 1983 pour son ouvrage The Transformation of Virginia, 1740–1790.

## Biographie
Rhys Isaac naît en Afrique du Sud le 20 novembre 1937. Ses parents sont William Edwyn Isaac et Frances Margaret Leighton, tous deux botanistes. Il a aussi un frère jumeau archéologue et anthropologue, Glynn Isaac. 
Rhys Isaac est diplômé de l'université de Cape Town. En 1959, il part poursuivre ses études à Balliol College (Oxford), et devient docteur en 1962.
En 1963, il immigre en Australie, où il enseigne à l'université de Melbourne, puis, plus tard, à l'université de La Trobe, de 1971 à 1991, où il est professeur émérite spécialisé en histoire des États-Unis. En 1975, il est professeur invité au Collège de William et Mary à Williamsburg, en Virginie. Il est proche de l'historien Clifford Geertz et participe aux travaux d'histoire ethnographique du « Melbourne Group », et des historiens australiens Inga Clendinnen et Greg Dening (en).
Isaac remporte le prix Pulitzer d'histoire en 1983 pour son livre publié l'année précédente The Transformation of Virginia, 1740-1790. Il est le premier historien australien à remporter cette récompense.
En 2004, il publie Landon Carter's Uneasy Kingdom: Revolution and Rebellion on a Virginia Plantation, dans lequel il étudie le journal d'un propriétaire terrien de Virginie, membre de la Chambre des Bourgeois.
Rhys Isaac est mort à Blairgowrie, en Australie, le 6 octobre 2010, à l'âge de 72 ans.

## Publications
- The transformation of Virginia: 1740-1790, New York : W. W. Norton, 1988
- Landon Carter's uneasy Kingdom: Revolution and Rebellion on a Virginia Plantation, Oxford: Oxford University Press, 2004